# La Lima
La Lima è un comune dell'Honduras facente parte del dipartimento di Cortés.
Il comune venne istituito il 13 novembre 1981 con parte del territorio della città di San Pedro Sula.